# Tërbuf
Tërbuf è una frazione del comune di Divjakë in Albania (prefettura di Fier).
Fino alla riforma amministrativa del 2015 era comune autonomo, dopo la riforma è stato accorpato, insieme agli ex-comuni di Grabian, Gradishtë e Rremas a costituire la municipalità di Divjakë.

## Località
Il comune era formato dall'insieme delle seguenti località:
- Cerme shkumbin
- Cerme Proshke
- Sulzotaj
- Cerme e Siperme
- Terbuf
- Shenepremte
- Cerme e vogel